# Rijkswachtkazerne (Dendermonde)

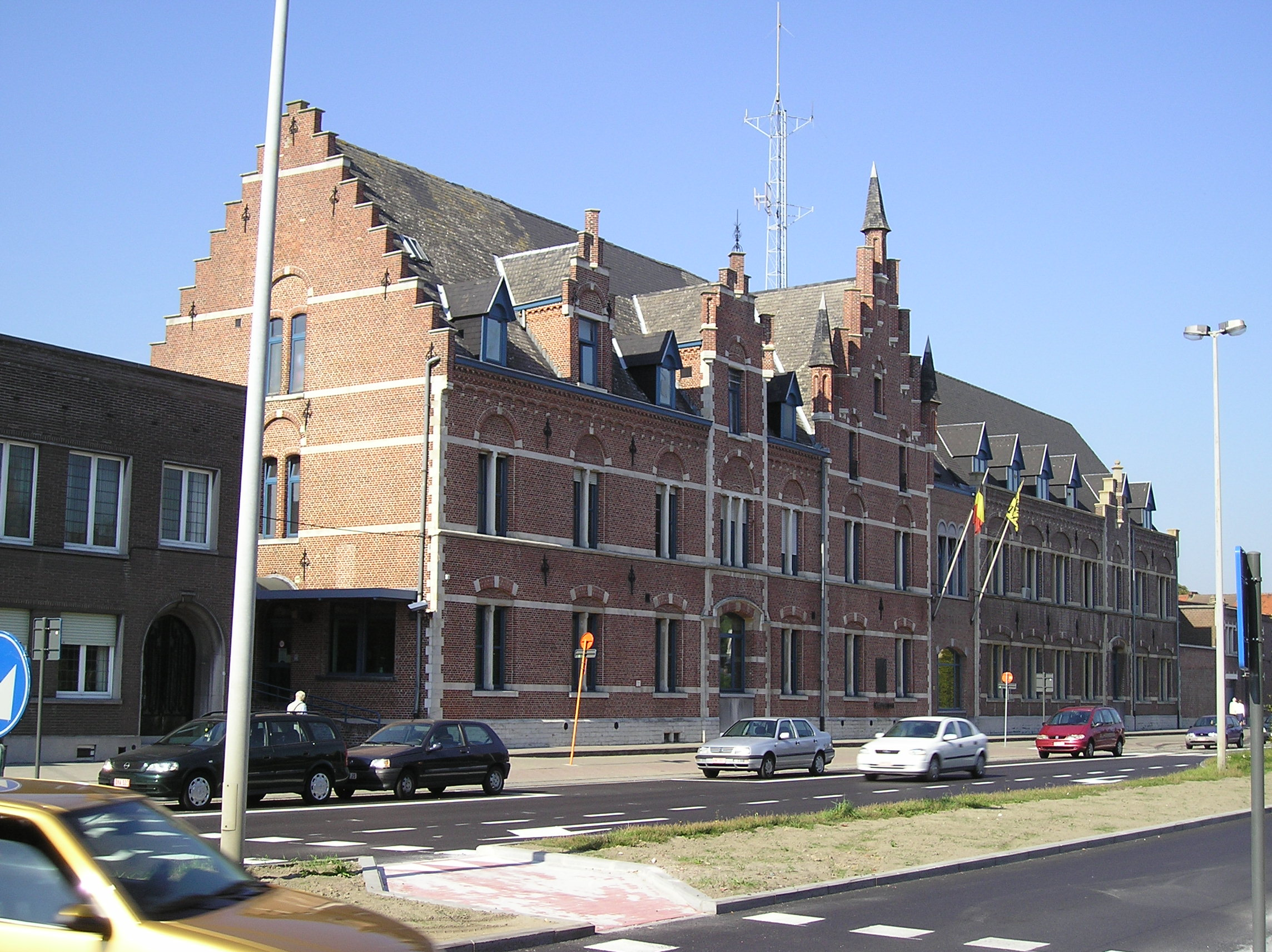
Rijkswachtkazerne

De Rijkswachtkazerne is een bouwwerk in de Oost-Vlaamse stad Dendermonde, gelegen aan de Leopoldlaan 55.

## Geschiedenis
De eerste Gendarmerie Nationale werd in 1796 opgericht onder het Franse bewind. Men betrok een voormalig militair magazijn. In 1811 werd het voormalig Landhuis of Prinsenhof tot Caserne de la Gendarmerie nationale verbouwd naar ontwerp van Jan Baptist Segers. In de jaren '70 van de 19e eeuw wilde de stad het Landhuis weer terug en besloten werd om een nieuwe Rijkswachtkazerne te bouwen. Dit geschiedde in 1876-1879 naar ontwerp van Pieter Van Kerkhove. Deze was gesitueerd naast de gevangenis aan de Leopoldlaan. Het in traditionalistische stijl ontworpen gebouw bevat een rijk gedetailleerde voorgevel in baksteen en met zandstenen banden. Op de bovenverdieping werden korfboogvormige vensters aangebracht. Er zijn ook trapgevels te vinden. In 1936 werd de kazerne, die gespaard werd bij de brand van 1914, nog uitgebreid. Van 1979-1988 werd het gebouw gerenoveerd. Sinds 2015 zetelt het Justitiehuis in het gebouw.
Ook in 1936 werd, tegenover de kazerne aan Leopoldlaan 18-60, een tuinwijk opgericht met woningen voor de rijkswachters. Deze bevindt zich op de terreinen van het voormalige Bastion IV van de verdedigingswerken van Dendermonde.